# Помлево
Помлево (пол. Pomlewo, нім. Pomlau) — село в Польщі, у гміні Пшивідз Ґданського повіту Поморського воєводства.
Населення — 532 особи (2011).
У 1975-1998 роках село належало до Гданського воєводства.

## Демографія
Демографічна структура станом на 31 березня 2011 року:
|          | Загалом | Допрацездатний вік | Працездатний вік | Постпрацездатний вік |
| -------- | ------- | ------------------ | ---------------- | -------------------- |
| Чоловіки | 269     | 59                 | 194              | 16                   |
| Жінки    | 263     | 61                 | 169              | 33                   |
| Разом    | 532     | 120                | 363              | 49                   |